# غارث بورتون
غارث بورتون (21 يونيو 1913 بأديلايد في أستراليا - 6 سبتمبر 1993) (بالإنجليزية: Garth Burton)‏ هو لاعب كريكت أسترالي.

## وصلات خارجية
- غارث بورتون على موقع إي آس بي آن كريك إنفو (الإنجليزية)